# Vorsø

Vorsø é uma ilha da Dinamarca, localizada ao norte do Horsens Fjord. A ilha ocupa uma superfície de 62 ha. Em 2009, possuía uma população de uma pessoa. Suas coordenadas são: 55º 52' N 10º 00' E. A ilha encontra-se protegida pelo Ministério do Meio Ambiente devido a sua riqueza em diversidade biológica.